# 奇科迪
奇科迪（Chikodi），是印度卡纳塔克邦Belgaum县的一个城镇。总人口32820（2001年）。

## 人口
该地2001年总人口32820人，其中男性16860人，女性15960人；0—6岁人口3889人，其中男2038人，女1851人；识字率72.86%，其中男性为79.32%，女性为66.04%。